# Sept espèces
Ne doit pas être confondu avec quatre espèces ou cinq espèces.
Les sept espèces (hébreu : שבעת המינים, shiv'at haminim) sont les signes donnés dans la Bible pour assurer la fertilité de la terre d’Israël. La tradition rabbinique leur accorde une grande importance, en particulier par rapport à la fête biblique de Chavouot.

## Les sept espèces dans les sources juives
Faisant suite aux merveilles dont Dieu a gratifié les enfants d’Israël dans le désert (la manne, les habits qui ne s’usent pas, etc.), Moïse leur expose les merveilles qu’ils découvriront en terre d’Israël, « une terre de froment et d’orge, de raisin, de figue et de grenade, une terre d’olive huileuse et de miel ».